# Norcia
Norcia (česky Nursie[zdroj?]) je město ve střední Itálii v provincii Perugia v Umbrii. Průběžně je zaznamenáván mírný pokles počtu obyvatel, k 31. srpnu 2020 jich zde žilo 4682. Městečko Norcia, které se nachází na území Národního parku Monti Sibilini, je jedním z 308 členů (stav k prosinci roku 2020) asociace Nejkrásnější historická sídla v Itálii (I Borghi più belli d'Italia).

## Historie
První osídlení je datováno do neolitu. První písemná zmínka je z roku 268 př. n. l., kdy město dobyli Římané. Ve městě se narodil svatý Benedikt z Nursie (480-540), zakladatel benediktinského řádu, a jeho sestra svatá Scholastika. Sv. Benedikt je i patronem města, jeho svátek se slaví 21. března.
V 6. století bylo město dobyto Langobardy a stalo se součástí Spoletského vévodství.
V říjnu 2016 zasáhla Norcii série silných zemětřesení o síle až 6.2 stupně Richterovy stupnice, při nichž se zřítily stropy obou kostelů.

## Pamětihodnosti
- Téměř úplné městské hradby s věžemi z konce 14. století.
- Kostel San Benedetto na náměstí ze 14. století
- Katedrála S. Maria Argentea ze 16. století s dobovými freskami.
- Radnice a městský palác podle plánů Jacopa da Vignoly

## Galerie

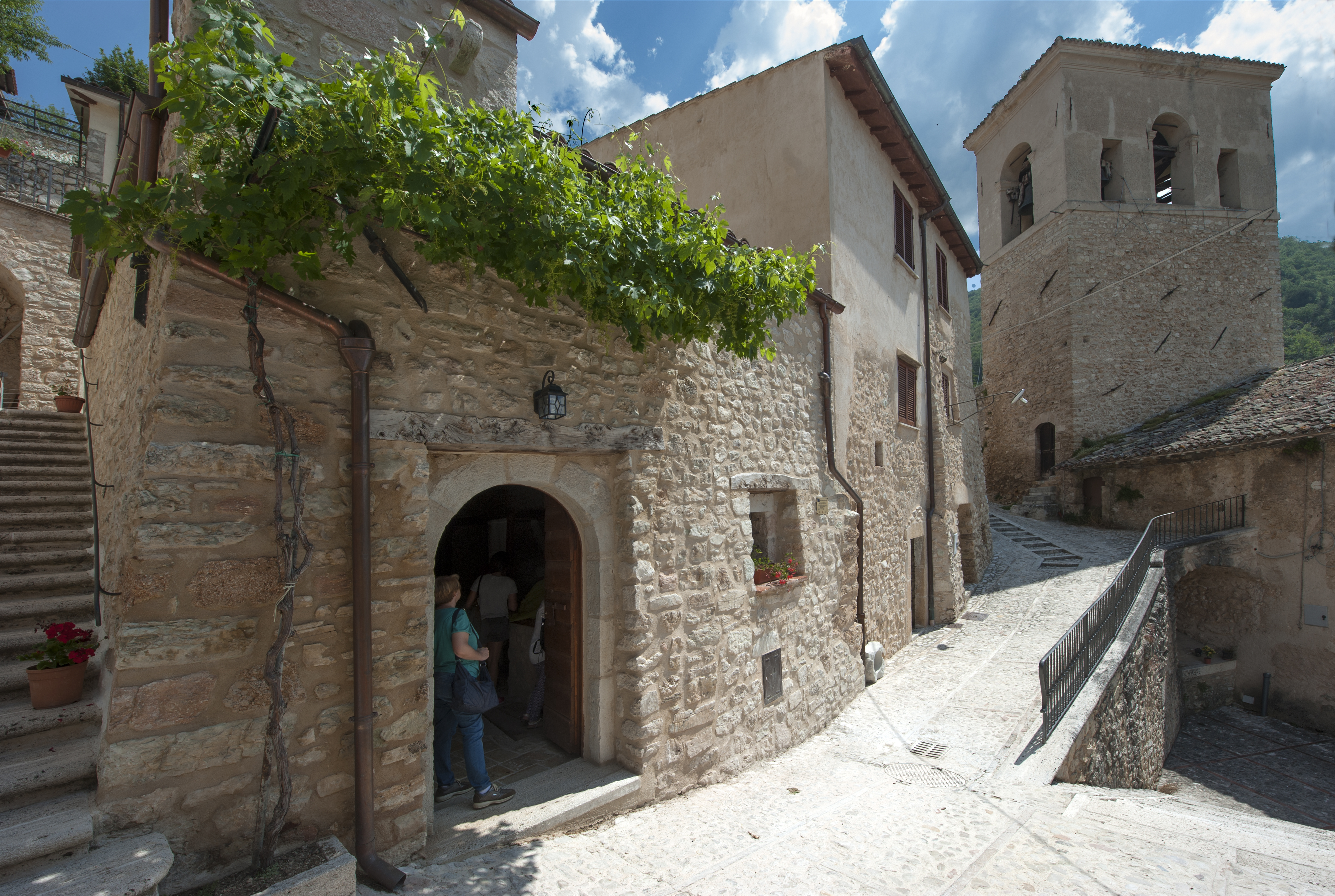
Ulička podél hradeb
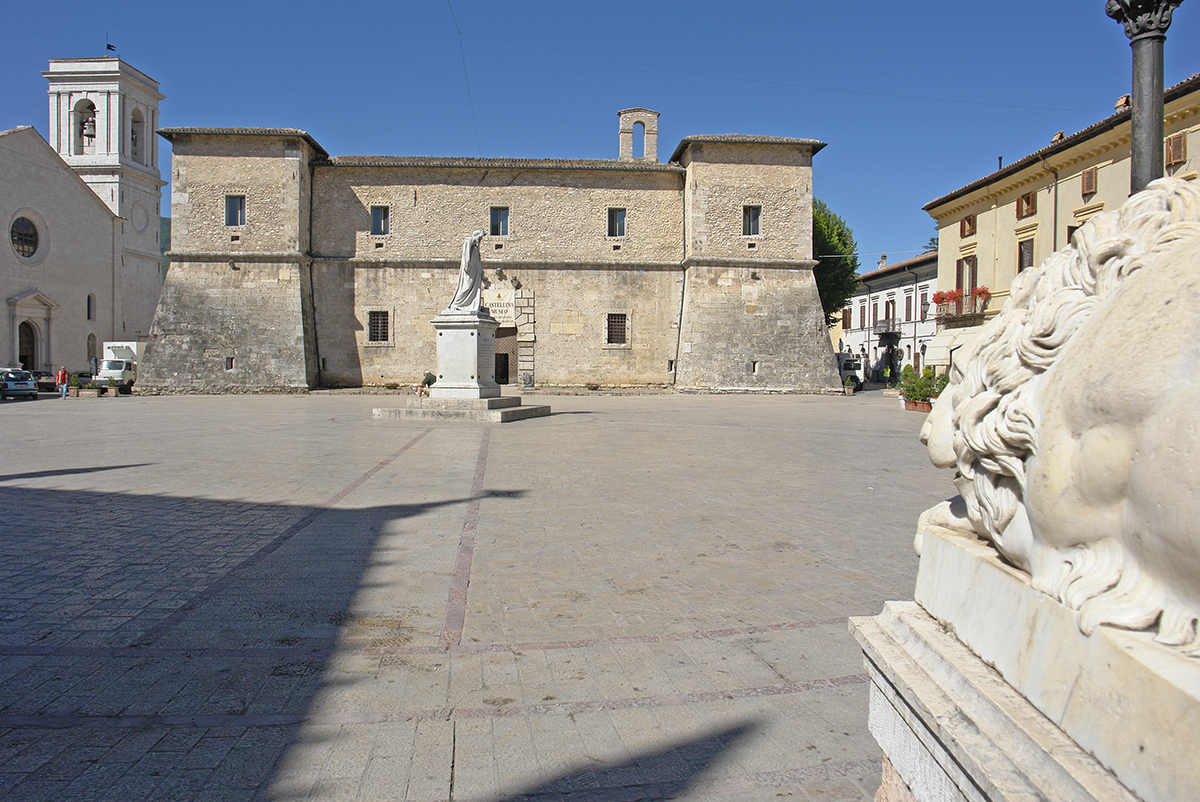
Palác Castellina, vlevo katedrála
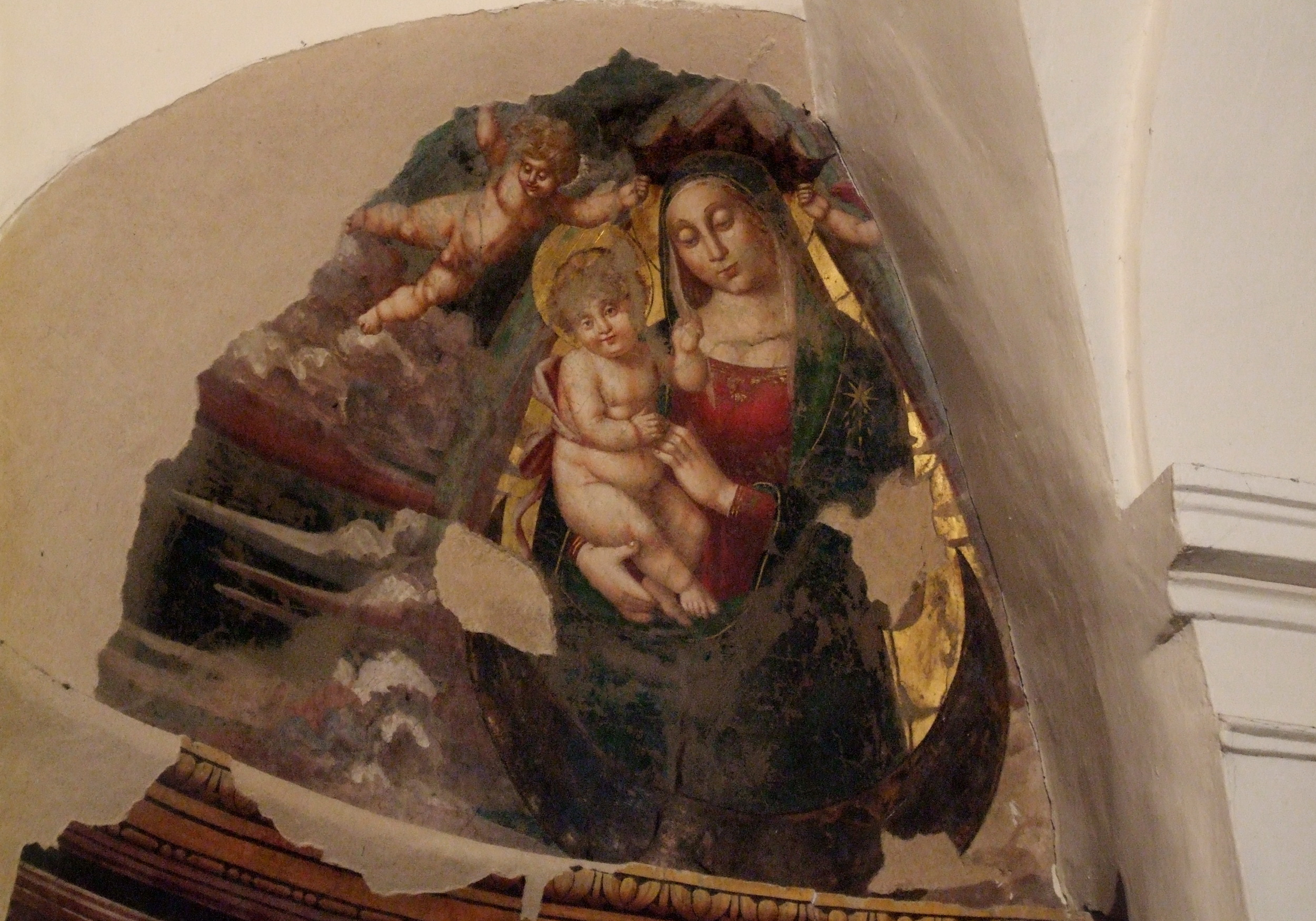
Fresky v katedrále
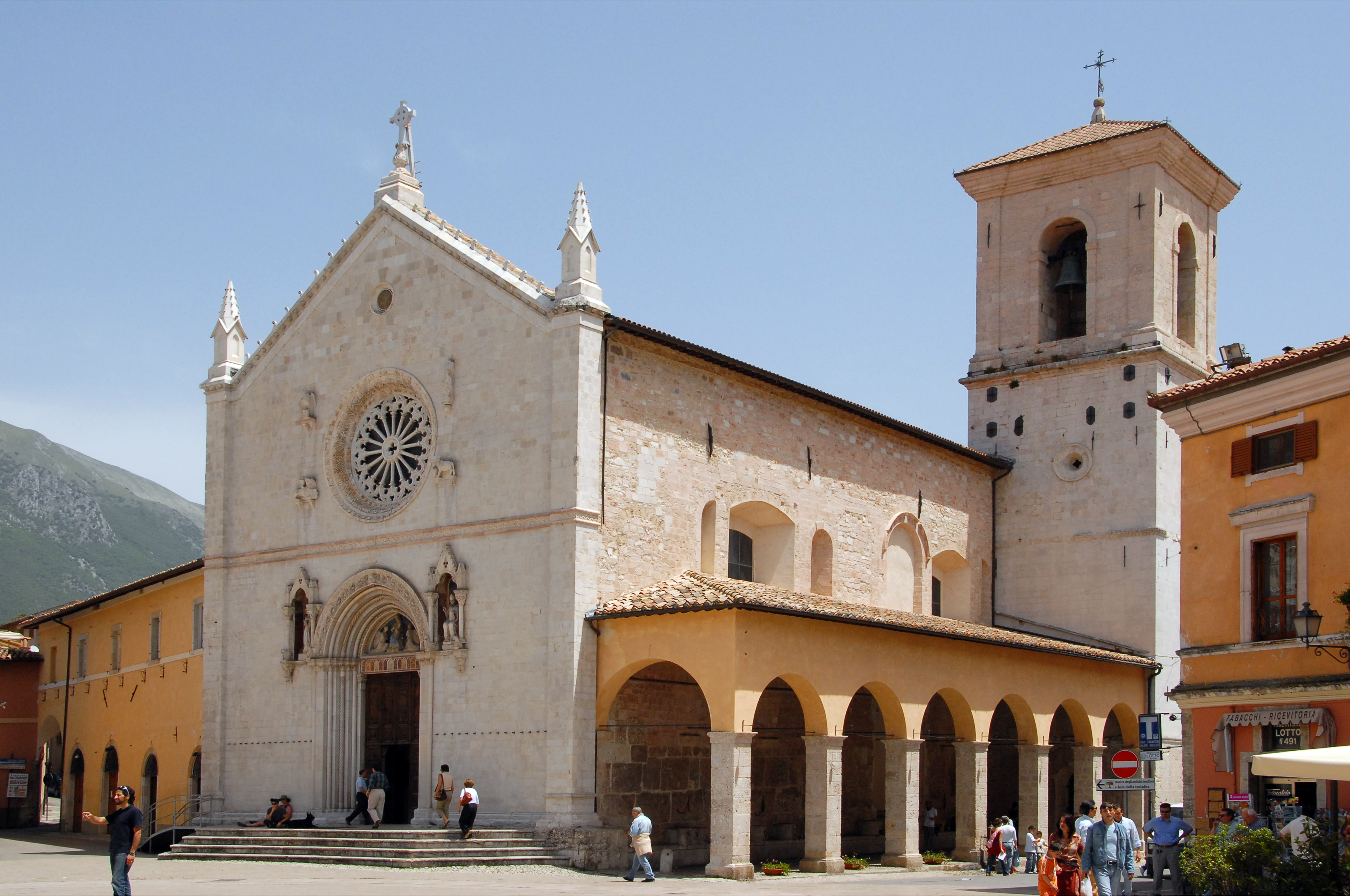
Bazilika sv. Benedikta
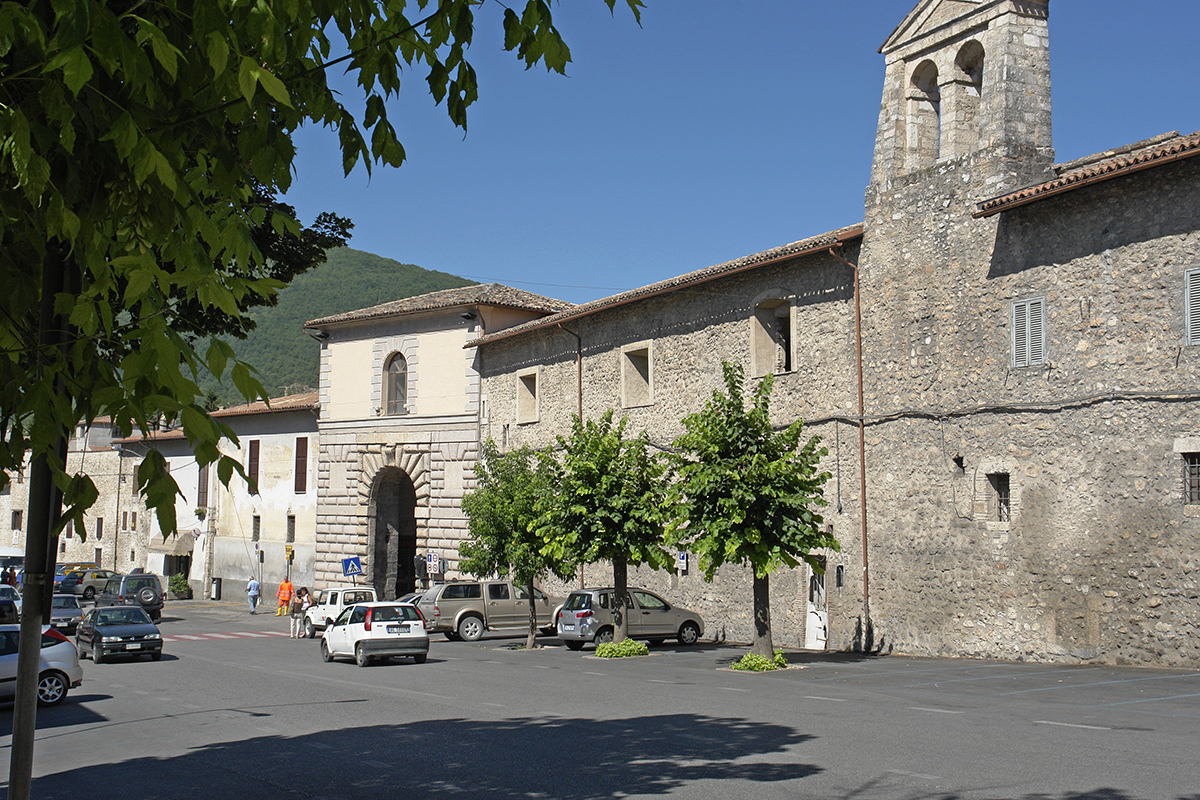
Městské hradby s bránou